# Team Silent

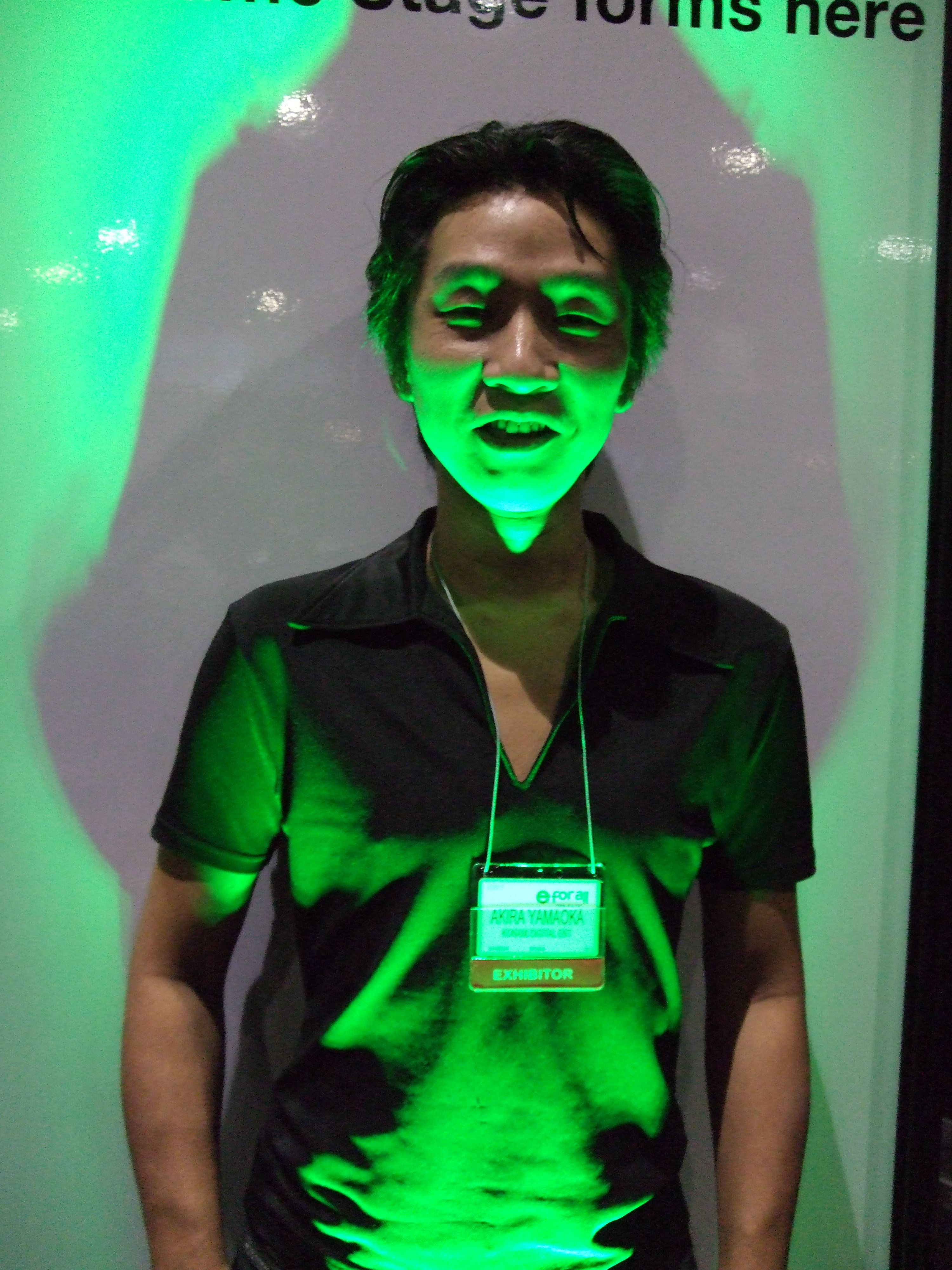
Akira Yamaoka fue el último en dejar la franquicia, ya que siguió hasta 2009.

Team Silent fue el grupo desarrollador de videojuegos responsable de las cuatro primeras entregas de la serie Silent Hill. El equipo era una subdivisión de Konami Computer Entertainment Tokyo.

## Historia
Team Silent se formó como una subdivisión de Konami en 1997 al iniciar el desarrollo del juego Silent Hill para la consola PlayStation. El equipo estaba dirigido por el diseñador Keiichiro Toyama y compuesto principalmente del escritor Hiroyuki Owaku, los artistas Masahiro Ito y Masashi Tsuboyama y el compositor Akira Yamaoka.
Después de la publicación de Silent Hill, Toyama renunció a Konami, en 2000, y se unió a Sony Computer Entertainment, donde diseñó la serie Siren. El resto del equipo, ahora dirigido por Tsuboyama, desarrolló Silent Hill 2 para la consola PlayStation 2. La popularidad del juego lo llevó a hacer versiones para Microsoft Xbox y PC.
En 2002 Team Silent planeó crear una secuela directa al primer juego y otro basado en la serie, pero con un sistema y estilo diferente. Los dos juegos fueron producidos por el compositor del equipo Akira Yamaoka, y Team Silent se dividió para desarrollarlos al mismo tiempo. Bajo la dirección de Kazuhide Nakazawa, el escritor Owaku y el artista Ito crearon Silent Hill 3, publicándolo en 2003 para PlayStation 2 y PC. La otra sección del equipo, dirigida por Tsuboyama, creó el videojuego Silent Hill 4: The Room en 2004, originalmente titulado Room 302, para PlayStation 2, Xbox y PC.
Ese mismo año Tsuboyama reveló que Team Silent estaba trabajado en una quinta entrega de la serie. Akira Yamaoka dio entrevistas sobre el desarrollo en 2006 y 2007, donde decía que Silent Hill 5 volvería a las raíces psicológicas vistas en la segunda parte de la serie y mostraría un escenario «con temor en la luz del día».
Konami vendió los derechos para una adaptación cinematográfica de Silent Hill al director Christophe Gans, en 2006. Gans pidió la participación de Akira Yamaoka como productor para crear el filme Silent Hill. Yamaoka también compuso la música del videojuego Silent Hill Origins de PSP, desarrollado por la compañía inglesa Climax Group. Este fue el primer juego de la serie publicado a nivel mundial que no fue creado por Team Silent.
En 2007 Team Silent decidió separarse. Konami anunció que un nuevo desarrollo del ahora titulado Silent Hill V estaba en manos de la compañía The Collective, que finalmente se convertiría en Double Helix Games. Silent Hill: Homecoming se publicó en 2008. Yamaoka nuevamente compuso la banda sonora y tomó crédito como productor ejecutivo, pero no tuvo control artístico sobre el juego.
En 2009 Team Silent sigue separado. Konami dio el control de Silent Hill a Climax Group, aunque la compañía planea que Yamaoka siga componiendo la música de los videojuegos principales. En una entrevista para el sitio de Internet Music 4 Games, Akira Yamaoka se mostró decepcionado con la dirección que la serie tomó con Silent Hill: Homecoming, diciendo que él cree que «careció del sentimiento de la serie Silent Hill». pues el elemento que daba originalidad a los títulos era la visión del horror japonés combinado con la cultura occidental. Yamaoka dijo pensar que Homecoming carece de ese sentimiento. «Necesitamos proveer ese sentimiento y horror único de la serie», y por esa razón dijo esperar que «pueda haber otro juego de Silent Hill desarrollado en Japón algún día. Pero también pienso que todavía tendremos más juegos de Silent Hill de desarrolladores fuera de Japón».

## Videojuegos
- Silent Hill - PlayStation - 1999.
- Silent Hill 2 - PlayStation 2, Microsoft Xbox, PC - 2001.
- Silent Hill 3 - PlayStation 2, Microsoft Xbox, PC - 2003.
- Silent Hill 4: The Room - PlayStation 2, Microsoft Xbox, PC - 2004.

### Otras obras
Los miembros de Team Silent estuvieron involucrados en varias publicaciones oficiales de la serie en Japón, como las guías Silent Hill Official Guide Complete Edition y el libro Lost Memories: Silent Hill Chronicle, donde detallaron las inspiraciones y significados simbólicos de sus juegos. El artista Masahiro Ito y el escritor Hiroyuki Owaku también publicaron el manga interactivo para teléfonos móviles Silent Hill: Cage of Cradle, una historia relacionada al primer juego de la serie.

## Miembros principales
Los miembros más prominentes de Team Silent fueron:
| Nombre            | Función |
| ----------------- | --- |
| Keiichiro Toyama  | Director de Silent Hill |
| Hiroyuki Owaku    | Escritor de escenario de Silent Hill Escritor de escenario de Silent Hill 2 Escritor de escenario de Silent Hill 3 |
| Akihiro Imamura   | Productor de Silent Hill Productor de Silent Hill 2 Productor de Silent Hill 4: The Room |
| Masahiro Ito      | Director de arte de Silent Hill Director de arte de Silent Hill 2 Director de arte de Silent Hill 3 |
| Suguru Murakoshi  | Director de drama y animador de drama de Silent Hill 2 Director y escritor de escenario de Silent Hill 4: The Room |
| Takayoshi Sato    | Diseñador de personajes y creador CGI de Silent Hill Diseñador de personajes y creador CGI de Silent Hill 2 |
| Masashi Tsuboyama | Diseñador de fondo de Silent Hill Director y diseñador de pueblo de Silent Hill 2 Director de arte de Silent Hill 4: The Room |
| Kazuhide Nakazawa | Animador de Silent Hill 2 Director de Silent Hill 3 |
| Akira Yamaoka     | Compositor de Silent Hill Compositor de Silent Hill 2 Productor y compositor de Silent Hill 3 Productor y compositor de Silent Hill 4: The Room Compositor de Silent Hill Origins Compositor de Silent Hill: Homecoming Compositor de Silent Hill Shattered Memories Compositor de Silent Hill 2 (2024) |

### Influencias
En el libro Lost Memories: Silent Hill Chronicle los miembros de Team Silent nombran a distintas obras que influyeron sus juegos. El equipo menciona como inspiración a los autores Stephen King y Dean Koontz, los mangas de Daijirō Morohoshi y Junji Ito, las películas de David Lynch y Stanley Kubrick, el arte de Hieronymus Bosch y Francis Bacon, y la música rock industrial y techno alemán.